# Espanta-sogres

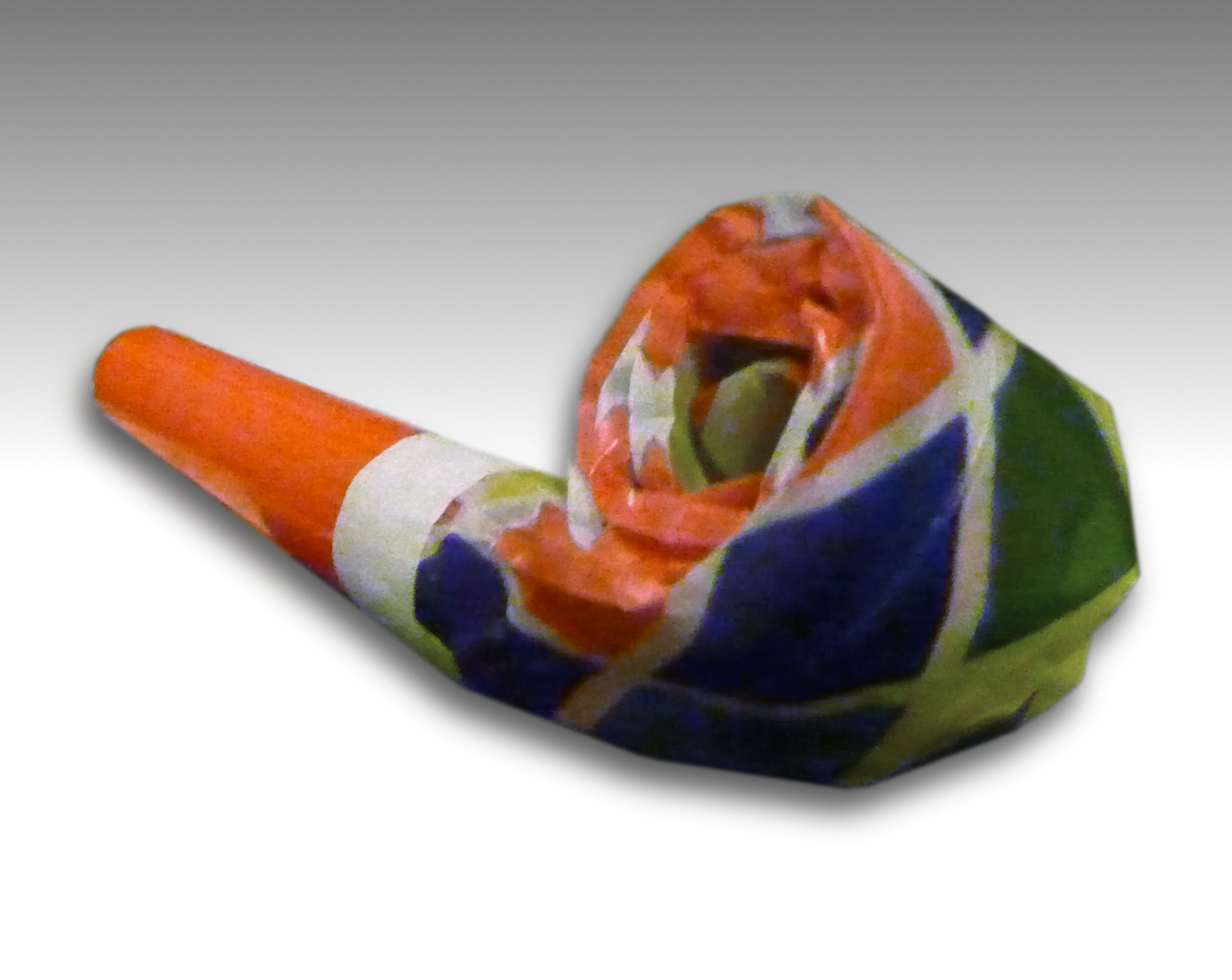
Espanta-sogres

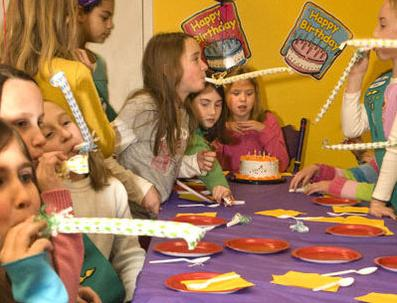
Nens tocant espanta-sogres en festa d'aniversari.

Un espanta-sogres o espanta-velles (matasuegras en castellà però espantasuegras a Mèxic, El Salvador i altres països llatinoamericans) és un giny emprat per mor de fer rebombori en celebracions. Consta d'un bufador de plàstic i un tub de paper enrotllat. Quan s'inspira, el tub de paper s'expandeix fent un so semblant a un xiulet, i quan deixes de bufar torna a la posició enrotllada.
El mecanisme de recuperació es basa en el fet que té en el seu interior un fil metàl·lic prim o bé una cinta metàl·lica o de plàstic amb un cert nivell de tremp que s'ha enrotllat dins del tub de paper i que s'encarrega de fer recuperar la seva posició de repòs a la joguina un cop s'ha deixat de bufar per la seva boca. L'espanta-sogres s'empra sovint en festes o banquets i és habitual dins les bosses de cotilló, acompanyant a altres elements, com confeti,  serpentines, etc.
En ocasions els espanta-sogres van acoblats a algun tipus de màscara.